# Mikołajówka (rejon lityński)
Mikołajówka (ukr. Миколаївка) – wieś na Ukrainie, w obwodzie winnickim, w rejonie lityńskim.
Pod koniec XIX w. wieś powiecie winnickim, w gminie Pików.